# The Animal World
Pour plus de détails, voir Fiche technique et Distribution.
The Animal World est un film documentaire américain réalisé par Irwin Allen, sorti en 1956.

## Synopsis
Ce documentaire présente les différentes espèces animales présentes et passées.

## Fiche technique
- Titre original : The Animal World
- Réalisateur : Irwin Allen
- Scénariste : Irwin Allen
- Musique : Paul Sawtell
- Directeur de la photographie : Harold E. Wellman
- Création  des décors : Bill Tuttle
- Création des effets visuels : Ray Harryhausen et Willis O'Brien
- Producteur : Irwin Allen
- Compagnie de production : Irwin Allen Productions
- Compagnie de distribution : Warner Bros.
- Pays de production :  États-Unis
- Langue : Anglais Mono (RCA Sound Recording)
- Image : Couleurs (Technicolor)
- Ratio écran : 1,37:1
- Format négatif : 35 mm
- Durée : 82 minutes
- Date de sortie : États-Unis : 30 mai 1956

## Distribution
- John Storm : narrateur
- Theodore von Eltz : narrateur